# Marith Müller-Prießen

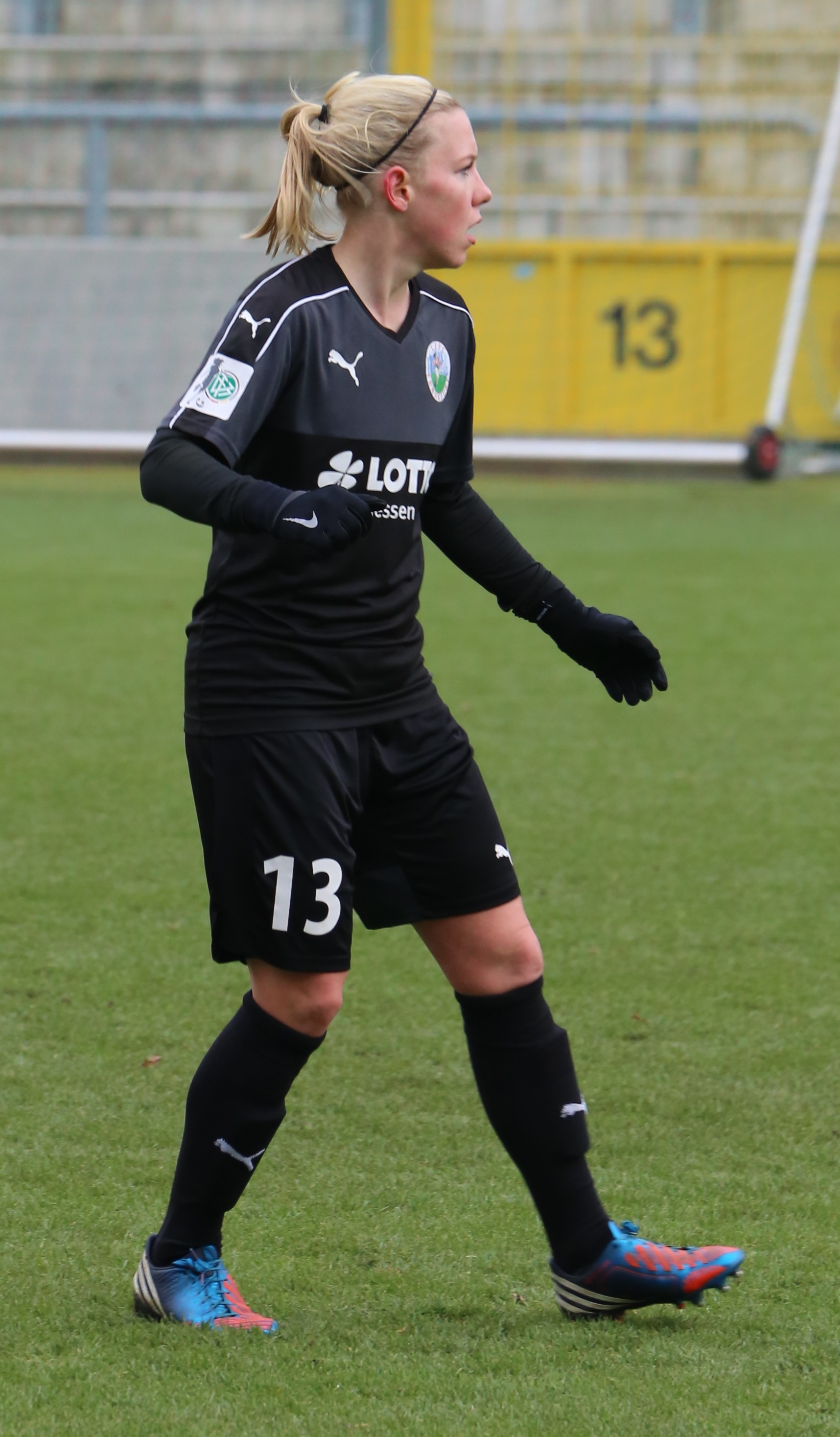
Marith Prießen
im Trikot des 1. FFC Frankfurt (2016)

Marith Müller-Prießen (* 17. Dezember 1990 in Kempen als Marith Prießen) ist eine deutsche Fußballspielerin.

## Karriere

### Vereine
Marith Prießens Karriere begann beim TSV Wachtendonk/Wankum mit dem Fußballspielen. 2003 wechselte sie zum SV Walbeck in ein Mädchenteam. Von dort aus wurde sie von dem damaligen Juniorinnen-Trainer André Birker nach Duisburg geholt. Beim FCR angelangt wurde sie gleich zur Kapitänin der U17-Mannschaft. Nach der Eingewöhnungs-Saison rückte sie frühzeitig in die 2. Frauenmannschaft des FCR auf, mit der ihr der Aufstieg in die 2. Bundesliga gelang. In der gleichen Saison gewann sie mit der U17 die Deutsche B-Juniorinnen-Meisterschaft. Anfang des Jahres 2007 unterschrieb sie einen Dreijahresvertrag mit der Bundesligamannschaft und erkämpfte sich einen Stammplatz in der ersten Mannschaft. Im Spiel am 2. Dezember 2007 gegen den 1. FFC Turbine Potsdam erlitt sie einen Kreuzbandriss und musste ein halbes Jahr pausieren.
Zur Saison 2010/11 wechselte Prießen gemeinsam mit Eunice Beckmann zu Bayer 04 Leverkusen. Für den Bundesliganeuling erzielte sie am 5. September 2010 (4. Spieltag) beim 3:2-Sieg im Heimspiel gegen den VfL Wolfsburg mit dem Treffer zum 1:1 in der 67. Minute ihr und für den Verein erstes Bundesligator. Insgesamt bestritt sie in Leverkusen als Stammspielerin 77 Partien in vier Saisonen. Im Mai 2014 unterschrieb sie einen ab 1. Juli 2014 gültigen Zweijahresvertrag mit dem 1. FFC Frankfurt. Seit der Saison 2017/18 war sie Spielführerin beim FFC. Im Sommer 2019 verließ sie Frankfurt nach fünf Jahren vorzeitig in Richtung Ausland. Sie unterschrieb zur Saison 2019/20 einen Ein-Jahres-Vertrag mit dem französischen Erstligisten Paris FC.
Ende Juli 2020 kehrte sie nach Deutschland zurück und fand im 1. FC Köln ihren neuen Verein. Im Sommer 2022 beendete sie vorübergehend ihre Karriere. Im Januar 2023 schloss sie sich dann wieder ihrem Jugendverein SV Walbeck an, mit dem sie am Saisonende 2022/23 den Aufstieg aus der Niederrheinliga in die Regionalliga West feierte.

### Nationalmannschaft
Am 18. April 2006 debütierte Prießen in der U17-Nationalmannschaft gegen die U17-Nationalmannschaft Dänemarks. Am 15. September 2006 erzielte sie in einem Spiel gegen Kanada ihr erstes und einziges Tor. Insgesamt spielte sie 16 Mal für die U17-Auswahl des DFB. Für die U19-Auswahl bestritt sie acht Spiele. Mit der deutschen U20-Nationalmannschaft wurde sie im Jahr 2010 Weltmeister im eigenen Land. Am 30. September 2010 gab sie im Länderspiel gegen England ihr Debüt in der U23-Nationalmannschaft.

## Erfolge
Nationalmannschaft
- U20-Weltmeister 2010

Vereine
- UEFA-Women’s-Cup-Sieger 2009
- Champions-League-Sieger 2015
- DFB-Pokal-Sieger 2009 und 2010
- Meister 2. Bundesliga Süd 2021
- Meister Niederrheinliga 2023
- Meister Regionalliga West 2007
- Deutscher B-Juniorinnen-Meister 2007
- Länderpokalsieger 2004, 2006, 2009

## Sonstiges
Marith Prießen besuchte bis Juni 2010 das Berufskolleg Vera Beckers in Krefeld und bestand den Bildungsgang Freizeitsportleiter/-in und die allgemeine Hochschulreife erfolgreich. Im Juni 2013 hatte sie ihre kaufmännische Ausbildung ebenfalls erfolgreich absolviert. Sie strebt ein Studium im wirtschaftlichen Bereich an.
Seit November 2012 ist Prießen mit dem Fußballspieler Markus Müller liiert, den sie im Juni 2019 heiratete. Seither führt sie den Doppelnamen Müller-Prießen.